# Säkularinstitute Opus Spiritus Sancti
Die Säkularinstitute Opus Spiritus Sancti sind Institute des geweihten Lebens und in ihrer Form als Säkularinstitute anerkannt. Sie sind der katholischen Organisation Opus Spiritus Sancti (OSS) angeschlossen und unterteilen sich in das  Säkularinstitut der Frauen (SIW)  und dem Säkularinstitut der Diözesanpriester (SIP).

## Opus Spiritus Sancti
Die katholische Gemeinschaft Opus Spiritus Sancti ist eine apostolisch-missionarische Gemeinschaft. Sie wurde 1949 kanonisch errichtet und setzt sich für die Neuevangelisierung der Welt ein. Zwei von den insgesamt fünf Gemeinschaftsgruppen sind die Säkularinstitute die ihre Niederlassungen in Deutschland, der Schweiz, den USA, in Indien, auf den Philippinen und in Afrika haben. Alle Teilorganisationen sind in der Gemeindemission tätig und bieten Glaubenskurse, Exerzitien, Einkehrtage und religiöse Freizeiten an.
(Siehe Hauptartikel: Opus Spiritus Sancti)

## Säkularinstitut der Frauen
International trägt das Säkularinstitut der Frauen die Bezeichnung „Secular Institut of Women“ mit der Abkürzung SIW. In Deutschland führt das Institut den Namenszusatz „Heilig-Geist-Gemeinschaft“. Das Institut des geweihten Lebens wurde 1977 gegründet und erhielt 2008 die kanonische Anerkennung. Die deutsche Gemeinschaft hat ihren Hauptsitz in Königstein im Taunus.
Zur Gründung dieser Frauengemeinschaft kam es, als einige Frauen an den Gründer von Opus Spiritus Sancti, dem Priester Bernhard Bendel herangetreten waren. Sie wollten Mitglieder bei Opus Spiritus Sancti werden ohne Ordensschwestern zu werden. Ihr Anliegen war die Arbeit und das Leben mitten in der Welt. Der erste Frauenkreis bestand aus fünf Kandidatinnen die sich regelmäßig zu gemeinsamen geistlichen Veranstaltungen trafen. Schon bald entwickelte sich ein Lebensstil, der sich an den Evangelischen Räten der Armut, der Ehelosigkeit und der Gefolgschaft im Gehorsam orientierte. Sie übernahmen Betreuungsaufgaben in ihren heimischen Pfarreien und organisierten Bibellesungen, Meditationen und Anbetungen.
Das Säkularinstitut der Frauen wird in Deutschland von einer Gebietsleiterin geführt sowie übergeordnet von einer internationalen Leiterin. Die Frauen haben ein lebenslanges Gelübde abgelegt. Sie sind in Deutschland, den USA, Tansania, Indien und den Philippinen in lokalen Gruppen und Projekten tätig.

## Säkularinstitut  der Diözesanpriester
Das Säkularinstitut für Diözesanpriester wurde 1954 gegründet. Die Keimzelle dieser priesterlichen Gemeinschaft lag im Bistum Limburg, auch hier hatten sich einige Diözesanpriester an Bernhard Bendel gewandt und um Rat gebeten. Sie wollten, ohne einer Ordensgemeinschaft beizutreten zu müssen, eine geistliche Gruppe gründen und zeigten Interesse an der Gemeinschaft Opus Spiritus Sancti. Ausschlaggebend war das päpstliche Schreiben Provida mater ecclesia, in dieser Apostolischen Konstitution wurde die Möglichkeit zur Gründung von Säkularinstituten festgelegt.
Im englischsprachigen Raum wird dieses Institut als „Secular Institut of Diocesan Priests“ benannt und führt die internationale Abkürzung SIP. Das Institut des geweihten Lebens steht allen Diözesanpriestern offen, es bietet sich als geistliche Hilfe und Treffpunkt an. Die gegenseitige Unterstützung und die gemeinsamen Veranstaltung dienen dem brüderlichen Austausch und sollen die Spiritualität vertiefen. Die priesterliche Gemeinschaft ist in Deutschland, den USA, Tansania, Malawi, Uganda, Südafrika, Indien und auf den Philippinen eingesetzt und wird von einem internationalen Leitungsgremium geführt. Die etwa 250 Mitglieder engagieren sich in örtlichen und regionalen Gruppen und Pfarrgemeinden und treffen sich in kleinen Gesprächs- und Betreuungsgruppen.